# 蒂維薩-萬德略斯山脈

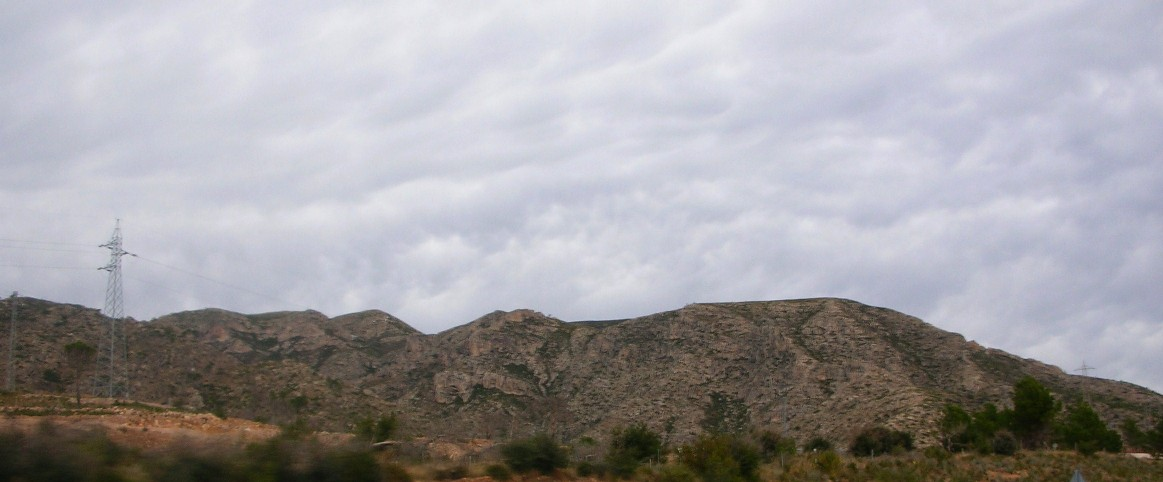

40°58′48.70″N 0°49′16.31″E / 40.9801944°N 0.8211972°E
蒂維薩-萬德略斯山脈，是西班牙的山脈，位於該國東北部加泰羅尼亞，屬於加泰羅尼亞前海岸山脈的一部分，全長25公里，最高點是海拔高度728米的莫略蓬泰雷山。